# Душко Тошич
Душко Тошич (серб. Duško Tošić / Душко Тошић, нар. 19 січня 1985, Зренянин) — сербський футболіст, захисник китайського клубу «Гуанчжоу Фулі» та національної збірної Сербії.

## Клубна кар'єра
У дорослому футболі дебютував 2002 року виступами за команду клубу ОФК (Белград), в якій провів три з половиною сезони, взявши участь у 81 матчі чемпіонату.
У січні 2006 року перейшов до французького «Сошо», де провів півтора року. За цей час виборов титул володаря Кубка Франції.
Своєю грою за останню команду привернув увагу представників німецького «Вердера», до складу якого приєднався 2007 року. Відіграв за бременський клуб наступні два з половиною сезони своєї ігрової кар'єри, вигравши 2009 року Кубок Німеччини, проте на поле виходив вкрай рідко і у лютому 2010 року покинув клуб.
12 лютого 2010 року Тошич підписав контракт з англійським «Портсмутом», але в результаті фінансового становища «Портсмута» реєстрація Тошича в Прем'єр-лізі була заборонена і він був змушений покинути клуб. Це він і зробив 25 березня, перейшовши на правах оренди до кінця сезону в «Квінз Парк Рейнджерс» з Чемпіоншипу, де зіграв лише у п'яти матчах.
7 липня 2010 року Душко приєднався до белградської «Црвени Звезди», підписавши контракт на три роки, відкинувши інтерес деяких англійських клубів. У своєму першому сезоні 2010/11 Тошич зіграв 25 матчів чемпіонату і забив 1 гол. 31 серпня 2011 року був відправлений в оренду в іспанський «Реал Бетіс», але, зігравши лише по разу в чемпіонаті і Кубку Іспанії, серб повернувся в «Црвену Звезду» під час зимової перерви в 2012 році. Тут Душко провів другу половину сезону, вигравши Кубок Сербії, після чого перейшов у турецький «Генчлербірлігі», де відразу став основним гравцем команди.
До складу клубу «Бешикташ» приєднався 2 червня 2015 року й за перший сезон відіграв за стамбульську команду 15 матчів у національному чемпіонаті, вигравши перший у своїй кар'єрі чемпіонський титул. Наступного сезону знову допоміг «Бешикташу» здобути перемогу в чемпіонаті, цього разу взявши участь у 26 матчах першості. Загалом у складі стамбульського гранда провів три сезони, зігравши у 100 офіційних матчах, з них 66 — у чемпіонаті.
18 липня 2018 року стало відомо про перехід сербського захисника за 4,5 мільйона євро до китайського клубу «Гуанчжоу Фулі».

## Виступи за збірну
Виступав за юнацькі та молодіжні збірні. У складі збірної до 21 року став фіналістом молодіжного Євро-2007.
Ще до того, 15 листопада 2006 року, Тошич дебютував в офіційних матчах у складі національної збірної Сербії в товариському матчі проти збірної Норвегії (1:1). У наступному викликався до лав національної команди не дуже регулярно, провівши свій 20-й матч за неї більш ніж через 10 років після дебюту.
Попри це 2018 року не лише був включений до заявки сербської збірної на тогорічний чемпіонат світу, але й розпочав турнір як основний оборонець команди.

## Титули і досягнення
- Володар Кубка Франції (1):

«Сошо»: 2006–07
- Володар Кубка Німеччини (1):

«Вердер»: 2008–09
- Володар Суперкубка Німеччини (1):

«Вердер»: 2009
- Володар Кубка Сербії (1):

«Црвена Звезда»: 2011–12
- Чемпіон Туреччини (1):

«Бешікташ»: 2015–16, 2016–17